# Aeroportul Francisco Carle
Aeroportul Francisco Carle (IATA: JAU, ICAO: SPJJ) este un aeroport din Jauja⁠(d), Jauja Province⁠(d), Junín, Peru ce deservește zona Jauja⁠(d). Aeroportul a fost tranzitat în 2022 de 197.397 de pasageri.
Situat la o altitudine de 3.363 m, aeroportul dispune de o singură pistă. Este operat de CORPAC⁠(d).